# イースト・アングリア

ノーフォークとサフォークがイースト・アングリアの中核である。西にケンブリッジシャー、南にエセックスがある。

イースト・アングリア（East Anglia）は、イングランド東部の地方名。東のアングル人の土地という意味である。アングロ・サクソン王国時代のイースト・アングリア王国に因む。瘤のように北海に突き出した半島部を中心に、ノーフォーク州とサフォーク州全域、ケンブリッジシャー、エセックス、リンカーンシャーの一部を含む。
行政的にはイースト・オブ・イングランド行政圏の一部をなしている。
なお、ノーフォーク州のノリッジ西郊にイースト・アングリア大学がある。

## 歴史
520年頃、ノース・フォークとサウス・フォークを併せてイースト・アングリア王国が成立した。アングロ・サクソン七王国のひとつである。616年頃、レドワルド王（英:Rædwald）（在位：599年 - 624年）はライバルのノーサンブリア王国を破り、覇権を確立した。しかし、その後はマーシア王国によって3度打ち破られ衰退、794年にはマーシア王オッファの支配下に入った。825年から827年にかけてマーシアの支配に対する大反乱が起こり、イースト・アングリア王国は一時的に復興された。だが、870年デーン人がエドマンド殉教王を打ち破って、イースト・アングリア王国を滅ぼした。
イースト・アングリアの名称はデーン人が付けたものである。